# Halogenuro

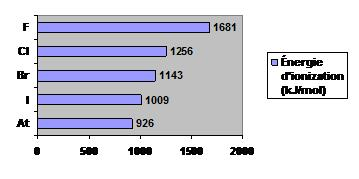
Energía de ionización de los halogenuros.

Un halogenuro o haluro (derivado del nombre griego halos = sal) es un compuesto binario en el cual una parte es un átomo halógeno y la otra es un elemento, catión o grupo funcional que es menos electronegativo que el halógeno. Según el átomo halógeno que forma el haluro este puede ser un fluoruro, cloruro, bromuro o yoduro, todos elementos del grupo XVII en estado de oxidación −1. Sus características químicas y físicas se suelen parecer para el cloruro hasta el yoduro siendo una excepción el fluoruro.
Pueden ser formados directamente desde los elementos o a partir del ácido HX (X = F, Cl, Br, I) correspondiente con una base. Todos los metales del grupo 1 forman haluros con los halógenos, los cuales son sólidos blancos. Un ion haluro un átomo halógeno que posee una carga negativa, como el fluoruro (F−) o cloruro (Cl−). Tales iones se encuentran presentes en todas las sales iónicas de haluro.
Los haluros metálicos son utilizados en lámparas de descarga de alta intensidad, llamadas también lámparas de haluro metálico, como las que se utilizan actualmente en el alumbrado público. Estas son más eficientes que las lámparas de vapor de mercurio, y producen un color de luz más puro que el anaranjado producido por las lámparas de vapor de sodio.
Los haloalcanos son compuestos orgánicos comunes del tipo R−X, que contienen un grupo alquilo (R) enlazado covalentemente a un halógeno (X).
Los pseudohaluros son iones poliatómicos similares a los haluros tanto en su carga como en su reactividad. Ejemplos comunes son NNN−, CNO− (cianato) y CN− (cianuro).

## Los halogenuros inorgánicos
Los halogenuros inorgánicos son sales que contienen los iones F−, Cl−, Br− o I−. Con iones plata forman un precipitado (excepto el fluoruro, que es soluble). La solubilidad de la sal de plata decae con el peso del halogenuro. Al mismo tiempo aumenta el color que va de blanco para el cloruro AgCl a amarillo en el AgI.
También existen complejos metálicos de los halogenuros. Así, el yoduro de mercurio se disuelve en presencia de un exceso de yoduro para formar aniones de tetrayodomercurato HgI2−
4. Este ion se encuentra por ejemplo en el reactivo de Nessler utilizado en la determinación cualitativa del amoníaco.

## Los halogenuros orgánicos
Los halogenuros orgánicos cuentan con un halógeno en estado de oxidación,unido directamente a un átomo de carbono. Según la naturaleza del halógeno y del resto orgánico tienen una amplia variedad de aplicaciones y se han desarrollado diversas formas de síntesis. Las más importantes reacciones de obtención son:
- Intercambio del grupo OH de un alcohol por el halogenuro aplicando disoluciones acuosas de HX. Con un hidrógeno en posición "beta" hay peligro de eliminaciones como reacción secundaria.
- Intercambio de grupos OH no fenílicos con halogenuro de fósforo (III) (PX3, o halogenuro de tienilo (SOX2). Este método también se aplica a la obtención de halogenuros de ácidos carboxílicos. Con sustancias delicadas se puede llevar a cabo en presencia de una base (p.ej. piridina).
- Adición de HX a enlaces múltiples. Según las condiciones (polares o radicalarias) se forma el producto Markownikoff o anti-Markownikoff.
- Descomposición del diazonio (R−N2+)en presencia de halogenuro de cobre para sintetizar halogenuros sobre carbonos aromáticos (Reacción de Sandmeyer)
- Sustitución radicalaria de uno o varios hidrógenos en un grupo alcano. Un ejemplo es la síntesis de bromuro de bencilo a partir de tolueno con bromo elemental en condiciones fotoquímicas:

Br
2 + H
3CC
6H
5  →  HBr + BrH
2CC
6H
5
La selectividad de esta reacción puede ser mejorada en algunos casos partiendo del halogenuro de la succinimida en vez del halógeno elemental.
- Sustitución de un hidrógeno aromático por un halogenuro mediante  en presencia de un catalizador (generalmente un ácido de Lewis, como FeBr3):

Br
2 + C
6H
5Me-[FeBr
3]  →  HBr + C
6H
4BrMe
- Intercambio de halógenos. Esta reacción se utiliza sobre todo para los fluoruros que son difíciles de conseguir por otros métodos.

## Pseudohaluros
Como pseudohaluros se conocen los iones que por su tamaño y carga pueden sustituir los haluros en sus compuestos formando sustancias con características parecidas a los haluros. Ejemplos son el cianuro (CN−, el cianato (OCN−) o el tiocianato (SCN−). Algunos de ellos forman con medios oxidantes dímeros, como el dician del cianuro.

## Ejemplos
- Fluoruro de litio (LiF)
- Cloruro de sodio (NaCl)
- Yoduro de potasio (KI)
- Cloruro de litio (LiCl)
- Cloruro de cobre (II) (CuCl2)
- Monofluoruro de cloro (ClF)
- Bromometano (CH3Br)
- Yodoformo (CHI3)
- Cloruro de hierro (III) (FeCl3)